# Географічний словник Королівства Польського
Географі́чний словни́к Королі́вства По́льського та інших слов'янських теренів (пол. Słownik geograficzny Królestwa Polskiego i innych krajów słowiańskich) — 15-томна енциклопедія-довідник, видана наприкінці 19 століття польським географом, редактором часопису "Мандрівник" (пол. «Wędrowiec»), магістром фізико-математичних наук Варшавського університету Філіпом Сулімєрським; магістром фізико-математичних наук Варшавського університету Броніславом Хлєбовським, а також землевласником, кандидатом дипломатичних наук Владиславом Валєвським. 
Праця вийшла завдяки пожертвам Вітольда Згленіцького та коштам, зібраним за посередництва каси імені Юзефа Мяновського.
Цей «Географічний словник» є джерелом для вивчення історії та географії Центрально-Східної Європи.
Автором переважної більшості матеріалів про волинські міста і містечка був польський енциклопедист Юзеф Кшивіцький.

## Бібліографічний опис
Географічний словник Королівства Польського та інших слов'янських країн (пол. Słownik geograficzny Królestwa Polskiego i innych krajów słowiańskich) був виданий під редакцією Ф.Сулімерського, Б.Хлєбовського та інших редакторів у Варшаві у 1880—1902 роках і складався з 15 томів.
- Том I Aa — Dereneczna, 1880, 960 s.
- Том II Derenek — Gżack, 1881,927 s.
- Том III Haag — Kępy, 1882, 960 s.
- Том IV Kęs — Kutno, 1883, 963 s.
- Том V Kutowa Wola — Malczyce, 1884, 960 s.
- Том VI Malczyce — Netreba, 1885, 960 s.
- Том VII Netrebka — Perepiat, 1886, 960 s.
- Том VIII Perepiatycha — Pożajście, 1887, 960 s.
- Том IX Poźajście — Ruksze, 1888, 960 s.
- Том X Rukszenice — Sochaczew, 1889, 960 s.
- Том XI Sochaczew — Szlubowska Wola, 1890, 960 s.
- Том XII Szlurpkiszki — Warłynka, 1892, 960 s.
- Том XIII Warmbrun — Worowo, 1893, 960 s.
- Том XIV Worowo — Żyżyn, 1895, 930, 8 s.
- Том XV, ч. 1 Abablewo — Januszowo, 1900, 640 s.
- Том XV, ч. 2 Januszpol — Wola Justowska, 1902, 741, [2] s.